# УАЕ тур
УАЕ тур (арап. جولة الإمارات‎), етапна је бициклистичка трка која се одржава у фебруару у Уједињеним Арапским Емиратима. Настала је 2019. године спајањем Абу Даби тура и Дубаи тура и преузела је мјесто у  ворлд туру које је имао Абу Даби тур, као једина ворлд тур трка на Средњем истоку. Организатори трке су Спортско вијеће Абу Дабија, Спортско вијеће Дубаија и RCS Sport, који организује Ђиро д’Италију, једну од три гранд тур трке. Пошто је дио ворлд тура, највишег степена такмичења у друмском бициклизму, које организује , сви ворлд тур тимови имају аутоматску позивницу и обавезни су да учествују на свакој трци која је била у календару прије 2017. године, с тим да од 2026. могу да прескоче по једну трку у сезони у ворлд туру. Два најбоља про тура за претходну годину такође имају аутоматску позивницу за све ворлд тур трке, а организатори додјељују специјалне позивнице за остале про тур тимове. Након реформе која је извршена 2018, сви тимови учествују са по седам возача, а вози се седам етапа, обично двије равне за спринтере, двије брдске и хронометар.
Све етапе су одређене временом, тако да се времена возача сабирају и возач са најмањим временом је лидер генералног пласмана и трке и носи црвену мајицу. Поред генералног пласмана, који привлачи највише пажње јер означава и побједника трке, на трци се налазе још четири класификације: класификација по поенима за спринтере, спринт класификација пролазних циљева, класификација за најбољег младог возача за возаче до 25 година и тимска класификација. Етапне побједе такође доносе велики престиж и новчане награде, због чега сваки тим долази са својим спринтером у циљу остваривања што више побједа.
Тадеј Погачар је рекордер трке са три побједе, док је Тим Мерлије рекордер у класификацији по поенима су двије побједе. Спринт класификацију су по једном освојили Степан Куријанов, Вељко Стојнић, Тони Галопен, Дмитриј Стракхов, Едвард Планкерт и Ђорђе Ђурић, док је рекордер у класификацији за најбољег младог возача Тадеј Погачар, коју је освојио три пута.

## Историја

### 2014—2018: Абу Даби Тур и Дубаи Тур
Године 2014. Спортско вијеће Дубаија и RCS Sport формирали су етапну бициклистичку трку — Дубаи тур, која је садржала четири етапе, углавном равне. RCS Sport је заједно са Спортским вијећем Абу Дабија 2015. године покренуо другу етапну трку у Емиратима — Абу Даби тур, која се састајала такође од четири етапе које су углавном биле брдске. Прве године, Тејлор Фини је освојио Дубаи Тур, док је 2015. трку освојио Марк Кевендиш, а Естебан Чавез је освојио прво издање Абу Даби тура. Године 2016. Дубаи тур је освојио Марсел Кител, а Абу Даби тур Танел Кангерт.
Године 2017. Абу Даби тур је добио ворлд тур статус, а трку је освојио Руи Коста, док је Дубаи тур други пут заредом освојио Кител. Године 2018. Абу Даби тур је освојио Алехандро Валверде, док је Дубаи Тур освојио Елија Вивијани, чиме је тим Квик-степ освојио трку четврти пут заредом.

### 2019—данас: Пандемија и доминација Словенаца
У марту 2018. године, Спортско вијеће Дубаија и Спортско вијеће Абу Дабија потписали су меморандум о спајању трка Абу Даби тур и Дубаи тур од 2019. године, након чега су затражили од Свјетске бициклистичке уније да одобри промјену имена у УАЕ тур и да потврди фебруар као датум одржавања, јер су се обје трке одржавале у фебруару. Генерални секретар Спортског вијећа Абу Дабија — Ареф ел Авани, изјавио је да ће нова трка имати седам етапа, које ће привлачити и спринтере и брдаше, а да ће на њој бити и хронометар. UCI је одобрио нову трку и уврстио је у ворлд тур календар, умјесто Абу Даби тура. На првом издању трке возили су Валверде, Том Димулен, Винченцо Нибали, Роглич, Кевендиш, Вивијани, Јуан и Фернандо Гавирија. На екипном хронометру на првој етапи, побиједио је тим Јумбо—визма и Роглич је узео црвену мајицу, као први лидер трке. Гавирија је побиједио у спринту на другој етапи, испред Вивијанија, док је на трећој етапи, чији је циљ био на успону Џебел Хефет, Валверде побиједио у спринту испред Роглича и Давида Годуа. На четвртој етапи побиједио је Јуан, на петој Вивијани, док је на другој брдској, на шестој етапи, на успону Џебел Џес побиједио Роглич, остваривши прву етапну побједу. На последњој, седмој етапи, Сем Бенет је остварио прву етапну побједу, испред Гавирије и Јуана. Роглич је био лидер од почетка до краја и освојио је трку 31 секунду испред Валвердеа. Вивијани је освојио класификацију по поенима, а Году класификацију за најбољег младог возача.
Године 2020. Паскал Акерман је побиједио у спринту на првој етапи, испред Јуана, док је на другој етапи побиједио Јуан испред Бенета и преузео је лидерску мајицу. На трећој етапи, првој брдској, Адам Јејтс је побиједио, минут испред Тадеја Погачара и преузео је лидерску мајицу. На четвртој етапи, Дилан Груневеген је побиједио испред Гавирије, док је Погачар остварио прву етапну побједу на трци на петој етапи. Након пете етапе, трка је прекинута због тога што је неколико возача било позитивно на корона вирус. Локалне власти су тестирале све учеснике, укључујући возаче, организаторе и чланове тимова, након чега су сви стављени у карантин. Већина тимова је напустила Емирате до 3. марта, док су неки тимови задржани без објашњења још десет дана, а сви су напустили државу до 14. марта. Побједа је додијељена Јејтсу, који је био лидер прије прекида.
На трци 2021. Уједињени Арапски Емирати су прослављали 50 годишњицу оснивања државе. Метју ван дер Пул је побиједио у спринту на првој етапи, након чега је, јутро прије почетка друге етапе, морао да напусти трку заједно са тимом Алпесин—феникс, због позитивних резултата на ковид 19 у тиму. На другој етапи, вожен је хронометар дуг 13 km по потпуно равном терену у Ел Хидајриату. побиједио је Филипо Гана, који је тако остварио осму побједу заредом у вожњи на хронометар, побиједивши на сваком хронометру који је возио у периоду од годину дана. На трећој етапи, првој брдској, Погачар је побиједио у спринту Адама Јејтса, док је на четвртој етапи, Бенет остварио прву побједу у сезони и 50 у каријери. На другој брдској, петој етапи, побиједио је Јонас Вингегор након што је достигао Алексеја Луценка, који је био у бијегу цијелу етапу, на 300 метара до циља. На шестој етапи, Бенет је остварио другу етапну побједу, док је Кејлеб Јуан побиједио на седмој етапи. Тадеј Погачар је освојио трку, 43 секунде испред Адама Јејтса, док је Жоао Алмеида завршио на трећем мјесту. Погачар је такође освојио и класификацију за најбољег младог возача, другу годину заредом, док је Давид Декер освојио класификацију по поенима. Тони Галопен је освојио спринт класификацију, а УАЕ тим Емирејтс је освојио тимску класификацију. На трци 2022. учествовали су сви ворлд тур тимови осим Кофидиса, који је одустао од учешћа наводећи препун распоред. На првој етапи Филипсен је побиједио у спринту испред Бенета и Вивијанија, док је на другој етапи Марк Кевендиш побиједио испред Филипсена и Акермана. На трећој етапи Стефан Бисежер је побиједио Филипа Гану на хрониметру, након чега је Погачар побиједио на успону Џебел Џес и преузео је лидерску мајицу. Филипсен је побиједио на петој етапи, што му је била друга етапна побједа на трци, док је Матијас Вачек побиједио на шестој етапи у спринту мале групе, која је дошла на циљ 15 секунди испред главне групе. На последњој, седмој етапи, Погачар је побиједио испред Адама Јејтса, захваљујући чему је освојио трку 22 секунде испред Јејтса, освојивши и класификацију за најбољег младог возача трећу годину заредом; Пељо Билбао је завршио на трећем мјесту у генералном пласману. Јаспер Филипсен је освојио класификацију по поенима, гдје је био лидер од прве до последње етапе, док је Дмитриј Страхов освојио спринт класификацију, гдје је такође био лидер од прве до последње етапе.
Године 2023. Погачар није учествовао на трци, а умјесто њега лидер тима УАЕ био је Адам Јејтс, коме је то била прва трка за тим након преласка из Инеос гренадирса. На првој етапи је побиједио Мерлије испред Јуана и Кевендиша. Судал—Квик-степ је побиједио на екипном хрониметру на другој етапи секунду испред тима ЕФ и три секунде испред Инеоса, након чега су Лук Плап из Инеоса и Ремко Евенепул из Квик-степа имали исто вријеме у генералном пласману, али је Плап преузео лидерску мајицу због боље позиције на првој етапи. Ејнер Рубио је побиједио на успону Џебел Џес 15 секунди испред Евенепула, који је преузео црвену мајицу, за водећег у генералном пласману, седам секунди испред Плапа. Хуан Себастијан Молано је побиједио у спринту на четвртој етапи, док је Груневеген побиједио у спринту на петој, а Мерлије на шестој, што му је била друга етапна побједа. На последњој, седмој етапи, Адам Јејтс је побиједио десет секунди испред Евенепула, који је освојио трку и класификацију за најбољег младог возача. Лук Плап је завршио на другом мјесту, а Адам Јејтс на трећем, што му је била четврта година заредом да завршава трку на подијуму. Тим Мерлије је освојио класификацију по поенима, што му је био први пут да је освојио класификацију на једној ворлд тур трци; Едвард Планкерт је освојио спринт класификацију, док је УАЕ тим Емирејтс освојио екипну класификацију четврту годину заредом. Године 2024. Мерлије је остварио три побједе у спринту, чиме је постао први возач у историји трке који је остварио три побједе на једном издању трке.

## Класификације
Сваки тим долази на трку са возачем који ће бити конкурентан за побједу или за што бољу позицију у генералном пласману. Поред генералног пласмана, на трци се налазе и друге класификације, које одговарају возачима разних способности: класификација по поенима у којој се такмиче спринтери, спринт класификација за поене на пролазним циљевима и класификација за најбољег младог возача, за возаче млађе од 25 година који се боре за генерални пласман. Последња класификација је тимска класификација, за најбољи тим на трци, за коју се не додјељују посебне мајице. За сваку класификацију, додјељују се посебне мајице, а свака се додјељује лидерима од краја прве етапе. Мајице од 2021. обезбјеђује италијанска компанија , замијенивши тако компанију Castelli, која је претходно обезбјеђивала мајице за прва два издања трке, као и раније за Дубаи тур и Абу Даби тур, а такође се сматра једном од водећих компанија за опрему у бициклизму. Мајице су биле направљене од високотехнолошке тканине, коју испоручује SITIP, а тканина штити од УВ зрака и омогућава брзо одвођење топлоте.

### Генерални пласман
Прва и најважнија класификација је генерални пласман, јер је побједник генералног пласмана такође и побједник трке. Пласман се рачуна тако што се на времена возача остварена на првој етапи, додају времена остварена на свакој наредној. Три првопласирана возача на свакој етапи добијају временску бонификацију — 10, 6 и 4 секунде, а у току трке, на означеним пролазним циљевима добијају се такође секунде бонификације за прву тројицу возача — 3, 2 и 1 секунда. Возач са најмањим укупним временом у току трку носи црвену мајицу и сматра се побједником на крају трке.
Спонзор мајице је нафтна национална компанија Абу Дабија — ADNOC, која је до 2021. године, са око 105 милијарди барела, била међу најбољих десет нафтних компанија на свијету.
Први побједник је Примож Роглич.
| Тип | Тип             | 1   | 2  | 3  |
| --- | --------------- | --- | -- | -- |
|     | Крај етапе      | 10" | 6" | 4" |
|     | Пролазни циљеви | 3"  | 2" | 1" |

### Класификација по поенима
Једна од другостепених класификација је класификација по поенима. Првих десет возача добија поене на свакој етапи, а број поена који се додјељује је исти без обзира на тип етапе; побједник класификације је возач са највише поена на крају трке. Побједник сваке етапе добија 20 поена, другопласирани 16, трећепласирани 12, док возачи од четвртог до десетог мјеста добијају 9, 7, 5, 4, 3, 2 и 1 поен.
На свакој етапи постоје и два пролазна циља на којима четири првопласирана возача добијају поене, који се рачунају и за спринт класификацију и за класификацију по поенима. Првопласирани добија 8 поена, другопласирани 5, трећепласирани 3, а четвртопласирани 1 поен. Лидер класификације носи зелену мајицу, чији је спонзор телекомуникацијиона компанија , која је до 2021. године имала преко 167 милиона претплатника и била је међу 20 водећих компанија на свијету. Због тога што се на свакој етапи добија исти број поена, побједник може да буде и возач који је добро пласиран у генералном пласману или који иде у бијег и скупља поене са пролазних циљева. Године 2021. Давид Декер је освојио класификацију без иједне етапне побједе.
Први побједник класификације је Елија Вивијани.
| Тип | Тип             | 1  | 2  | 3  | 4 | 5 | 6 | 7 | 8 | 9 | 10 |
| --- | --------------- | -- | -- | -- | - | - | - | - | - | - | -- |
|     | Крај етапе      | 20 | 16 | 12 | 9 | 7 | 5 | 4 | 3 | 2 | 1  |
|     | Пролазни циљеви | 8  | 5  | 3  | 1 |   |   |   |   |   |    |

### Спринт класификација
Једна од другостепених класификација је и спринт класификација. На свакој етапи постоје два пролазна циља на којима четири првопласирана возача добијају поене, који се рачунају и за спринт класификацију и за класификацију по поенима. Првопласирани добија 8 поена, другопласирани 5, трећепласирани 3, а четвртопласирани 1 поен, а побједник је возач са највише освојених поена на крају трке. Лидер класификације носи црну мајицу, чији је спонзор авио компанија — Abu Dhabi Aviation.
Први побједник класификације је Степан Куријанов.
|  | Пролазни циљеви | 8 | 5 | 3 | 1 |  |  |  |  |  |

### Класификација за најбољег младог возача
Четврта класификација је за најбољег младог возача. У класификацији се такмиче само возачи млађи од 25 година, а лидер се одређује на исти начин као и за генерални пласман; времена возача на крају сваке етапе се сабирају и возач са најмањим временом је лидер, а возачи који се боре у класификацији такође се боре и за генерални пласман. Три првопласирана возача на свакој етапи добијају секунде бонификације — 10, 6 и 4 секунде, а у току трке, на означеним пролазним циљевима, добијају се такође секунде бонификације, за прву тројицу возача — 3, 2 и 1 секунда. Возач са најмањим укупним временом у току трку носи бијелу мајицу и сматра се побједником класификације на крају трке. Спонзор мајице је Nakhel, компанија за развој некретнина у Дубаију.
Први побједник је Давид Году, док је рекордер Погачар, који је класификацију освојио три пута. Погачар је такође једини возач који је освојио трку и класификацију за најбољег младог возача исте године, а то је урадио двије године заредом.

### Тимска класификација
Последња класификација је тимска класификација, која се рачуна тако што се на крају сваке етапе сабирају времена прве тројице из сваког тима, а водећи тим био тим са најмањим укупним временом. Тим Бора—ханзгро је први побједник, УАЕ тим Емирејтс је рекордер са четири побједе у класификацији.

## Етапе
На трци се вози седам етапа, од чега је једна обично индивидуални или екипни хронометар, док су остале групне етапе, које чине највећи дио етапа на сваком издању трке.

### Групне етапе
Већина етапа на трци су групне етапе, где сви возачи возе заједно. Групне етапе стартују у различитим градовима, а возачи возе неколико километара кроз град прије званичног почетка, нултог километра, гдје директор трке маше заставицом да би означио почетак етапе. Када почне етапа, обично одмах крећу напади да би се оформио бијег, а возачи покушавају што дуже да остану испред главне групе и да остваре побједу из бијега.
Возачима је дозвољено да се додирују, али не да се гурају или ударају. Први возач који пређе линију циља је побједник етапе. Равне етапе или етапе са малим успонима обично се завршавају великим групним спринтом, приликом којег брзина прелази 50 km/h.
Сви возачи у групи добијају исто вријеме као и побједник етапе, што помаже да се избјегну опасни групни спринтеви. Није необично да сви возачи на трци заврше етапу заједно у групи и добију исто вријеме као побједник, иако може да прође и неколико минута док последњи возач у групи прође кроз циљ, а возачи добијају исто вријеме уколико не прођу три секунде од тренутка када возач испред њих прође кроз циљ. На равним етапама, у случају да возачи падну или имају механичких проблема у последња три километра, добијају исто вријеме као група у којој су се налазили прије инцидента, али се њихова позиција на етапи рачуна по редоследу којим су прошли преко линије циља.
На трци, додјељују се секунде бонификације за три првопласиране позиције на свакој етапи, као и на пролазним циљевима.

#### Брдске етапе
На трци се обично возе двије брдске етапе, које одлучују побједника. Најпознатији успони су Џебел Џес и Џебел Хефет. Успон Џебел Џес је дуг 20 km, са просјечним нагибом од 5% и 7% у последња два километра, са надморском висином од 1.491 m. Успон Џебел Хефет је дуг 10 km, са просјечним нагибом од 6,8% и иде изнад 1.000 метара надморске висине. Адам Јејтс је 2023. поставио рекорд на успону, одвезавши га за 25 минута и 53 секунде, чиме је за четири секунде надмашио рекорд Погачара из 2021. године.
Брдске етапе обично проузрокују велике промјене у генералном пласману; на равним етапама већина возача остане у групи до краја етапе, док током брдских етапа није необично да возачи изгубе и по 30 минута или да буде дисквалификовани због завршетка етапе ван временског лимита.

### Индивидуални хронометар
Возачи се на хронометрима такмиче индивидуално, против сата. Ако је прва етапа хронометар, организатор одређује позиције возача, на основу критеријума који су прописани правилником. Возачи стартују са минутом разлике, док последњих 20 возача обично стартују са два или три минута размака. Уколико хронометар није на првој етапи, стартне позиције возача одређене су позицијом у генералном пласману. Први возач у генералном пласману стартује последњи, док последњи возач у генералном пласману стартује први.

### Тимски хронометар
Тимски хронометар (TTT) је трка против сата, у којој сваки тим вози посебно. Стартне позиције тимова одређене су позицијама у тимској класификацији. Тим који је први у класификацији стартује тимски хронометар последњи. Размак између старта два тима је обично два или три минута. У тимском хронометру возачи раде заједно смјењујући се на врху, да би уштедјели енергију и постигли бољи резултат. Као вријеме тима на тимском хронометру узима се вријеме четвртог возача који пређе линију циља, док возачи који отпадну и кроз циљ прођу касније, добијају вријеме које су и остварили.

### Временски лимит
Возачи могу да буду дисквалификовани иако заврше етапу, ако њихово вријеме прелази временски лимит за ту етапу. Лимит се дефинише на основу времена побједника плус проценат, који зависи од типа етапе и просјечне брзине побједника. Временски лимит може да буде продужен или дисквалификација може да буде избјегнута ако је више од 20% возача остало ван лимита или због падова и лошег времена. За етапу која има коефицијент 1 (етапе које нису много тешке), временски лимит је вријеме побједника + 3% за просјечну брзину до 36 , а расте до 11% за просјечну брзину од 50 . За етапе које су класификоване коефицијентом 5 (најтеже етапе), варира од 11% (за брзину од 30 ) до 22% (преко 40 ).

## Списак побједника
Побједници УАЕ Тура:
- 2025.  Тадеј Погачар
- 2024.  Ленерт ван Етвелт
- 2023.  Ремко Евенепул
- 2022.  Тадеј Погачар
- 2021.  Тадеј Погачар
- 2020.  Адам Јејтс
- 2019.  Примож Роглич

### Статистика
| Позиција | Држава               | Број побједа |
| -------- | -------------------- | ------------ |
| 1.       | Словенија            | 4            |
| 2.       | Белгија              | 2            |
| 3.       | Уједињено Краљевство | 1            |

| Позиција | Бициклиста        | Број побједа |
| -------- | ----------------- | ------------ |
| 1.       | Тадеј Погачар     | 3            |
| 2.       | Примож Роглич     | 1            |
| 2.       | Адам Јејтс        | 1            |
| 2.       | Ремко Евенепул    | 1            |
| 2.       | Ленерт ван Етвелт | 1            |

| Позиција | Бициклиста       | Број побједа |
| -------- | ---------------- | ------------ |
| 1.       | Тим Мерлије      | 7            |
| 2.       | Тадеј Погачар    | 6            |
| 3.       | Кејлеб Јуан      | 3            |
| 3.       | Сем Бенет        | 3            |
| 5.       | Јаспер Филипсен  | 2            |
| 5.       | Адам Јејтс       | 2            |
| 5.       | Дилан Груневеген | 2            |
| 5.       | Џонатан Милан    | 2            |

| Позиција | Бициклиста      | Број побједа |
| -------- | --------------- | ------------ |
| 1.       | Тим Мерлије     | 2            |
| 2.       | Елија Вивијани  | 1            |
| 2.       | Кејлеб Јуан     | 1            |
| 2.       | Давид Декер     | 1            |
| 2.       | Јаспер Филипсен | 1            |
| 2.       | Џонатан Милан   | 1            |

| Позиција | Бициклиста       | Број побједа |
| -------- | ---------------- | ------------ |
| 1.       | Степан Куријанов | 1            |
| 1.       | Вељко Стојнић    | 1            |
| 1.       | Тони Галопен     | 1            |
| 1.       | Дмитриј Стракхов | 1            |
| 1.       | Едвард Планкерт  | 1            |
| 1.       | Марк Стјуарт     | 1            |
| 1.       | Ђорђе Ђурић      | 1            |

| Позиција | Бициклиста        | Број побједа |
| -------- | ----------------- | ------------ |
| 1.       | Тадеј Погачар     | 3            |
| 2.       | Давид Году        | 1            |
| 2.       | Ремко Евенепул    | 1            |
| 2.       | Ленерт ван Етвелт | 1            |
| 2.       | Иван Ромео        | 1            |